# Offekerque
Offekerque település Franciaországban, Pas-de-Calais megyében. Lakosainak száma 1288 fő (2022. január 1.). Offekerque Oye-Plage, Guemps, Marck, Nortkerque és Nouvelle-Église községekkel határos.

## Népesség
A település népességének változása:
| Lakosok száma | 1147 | 1156 | 1177 | 1167 | 1172 | 1178 | 1214 | 1251 | 1288 |
|               | 2013 | 2015 | 2016 | 2017 | 2018 | 2019 | 2020 | 2021 | 2022 |